# Ermodoro di Salamina
Ermodoro di Salamina (in greco antico: ‛Ερμόδωρος?, Ermòdoros, in latino Hermodorus; Salamina, ... – ...; fl. II secolo a.C.) è stato un architetto greco antico, attivo a Roma nel II secolo a.C.

## Biografia
Ermodoro fece parte degli artisti neoattici che portarono a Roma e in Italia uno stile greco ellenistico ispirato a modelli più antichi, risalenti al IV secolo a.C.
Secondo le fonti Ermodoro, che lavorò spesso accanto allo scultore Skopas Minore, fu l'artefice del primo edificio marmoreo di Roma, il tempio di Giove Statore (costruito nel portico di Metello nel Circo Flaminio), su incarico di Quinto Cecilio Metello Macedonico. Realizzò inoltre il tempio di Marte in Circo e i Navalia.

Gli vengono inoltre attribuiti il tempio di Nettuno e il tempio di Ercole Vincitore nel Foro Olitorio.